# Rue Mercœur (Nantes)
Pour l’article homonyme, voir Rue Mercœur.
La rue Mercœur est une voie de Nantes, en France.

## Situation et accès
Située dans le centre-ville de Nantes, la rue Mercœur, qui relie la place de Bretagne à la rue Faustin-Hélie, est bitumée et est ouverte à la circulation automobile. Elle rencontre successivement les rues Général-Meusnier, de l'Industrie, Jean-Jaurès et Alphonse-Gautté.

## Origine du nom
Sa dénomination fait référence à Philippe-Emmanuel de Lorraine (1558-1602), duc de Mercœur et de Penthièvre, qui est gouverneur de Bretagne de 1582 à 1589, et chef de la Ligue bretonne de 1589 à 1598.

## Historique
Le couvent des Cordelières Sainte-Elisabeth est fondé en 1632, entre les actuelles rues d'Erlon, Porte-Neuve, de l'Industrie et Mercœur. La Révolution met fin à l'activité de l'établissement, qui est démembré et vendu, en nombreuses parcelles, à des propriétaires privés.
La « rue de Mercœur » est ouverte en 1750 sur les terrains de la « tenue du Pavillon », situés près des fossés que le duc de Mercœur fait creuser au moment de la construction des fortifications destinées à défendre le faubourg du Marchix (ou Bourgneuf).
La voie est prolongée en 1753, à travers l'un des trois cimetières protestants de Nantes.
En face de l'actuelle rue de l'Industrie se trouvait l'école ou hospice des Frères Ignorantins. En 1794, ce bâtiment est réquisitionné et devient l'hospice révolutionnaire de Nantes, destinés à accueillir les prisonniers des prisons de Nantes nécessitant des soins. De nombreux détenus, hébergés dans des conditions déplorables, y trouvent la mort. En 1797, selon un plan dressé par Mathurin Crucy, l'établissement est toujours l'hospice des prisons nantaises.
La rue abritait également une salle de spectacle, le « théâtre des Variétés » construit de 1876 à 1878 à l'emplacement d'une salle plus ancienne, en bois, celle « de Riquiqui » (ou « des Lilliputiens »), bâtie 40 ans auparavant. Le « théâtre des Variétés » (à ne pas confondre avec l'établissement du même nom situé rue Rubens, ouvert entre 1763 et 1811) cesse son activité en 1893.
C'est sur les terrains situés sur le côté sud de la voie que se trouvait le « jardin des Apothicaires », propriété de la ville depuis la Révolution, et que fut construit, entre 1878 et 1880, le lycée Jules-Verne.

## Bâtiments remarquables et lieux de mémoire
Au no 1 de la rue, la porte cochère est encadrée par deux fûts d'anciens canons fichés verticalement dans le sol
.
Au n°20 de la rue, est achevée en 1884 la construction d'un immeuble à loyer pour Monsieur Bellier, selon les plans d'un des plus renommés architectes nantais du XIXe  siècle,  Léon Lenoir (1830-1909)  -11-.